# BMW E21
BMW E21 (eller BMW 3-serie) är en personbil, tillverkad av den tyska biltillverkaren BMW mellan 1975 och 1983.

## BMW E21
Den första generationens 3-serie presenterades sommaren 1975 som ersättare till 02-serien. Bilen byggdes endast i tvådörrarsutförande. De fyrcylindriga motorerna hämtades från företrädaren. BMW 320i ersatte CSL-modellen inom sportvagnsracingen. På bilsalongen i Frankfurt 1977 introducerades en ny generation sexcylindriga motorer, kallad M20, som ersatte tvålitersfyran.
Mellan 1979 och 1982 tillverkade karossbyggaren Baur en öppen version med fasta dörramar. Endast bakre delen av taket med bakrutan kunde fällas ned medan takplåten över framstolarna lyftes av och förvarades i bagageutrymmet. Kvar blev ramarna runt sidofönstren samt en targabåge för ökad säkerhet.
BMW 3-serien var ensam i sin storleksklass med 6-cylindriga motoralternativ (320 och 323i). På grund av att Sverige hade egna regler för avgasrening såldes den 6-cylindriga 320 inte i Sverige, utan 320i fick i stället samma motor som 318i. Däremot importerades 323i.

## Väghållning
I Sverige fick modellen mycket kritik i pressen för att den var farlig att köra i halka. Starka motorer i kombination med bakhjulsdrift, delad bakaxel och lite vikt i bakänden gjorde att det var lätt att tappa greppet med bakhjulen. Den delade bakvagnsupphängningen gjorde att spårvidden förändrades vid kurvtagning, och om föraren överkompenserade sladden kunde bilen få en kraftig retursladd. Problemet förvärrades av att styrningen var mycket direkt och anpassad för aktiv körning. Sammantaget var köregenskaperna bra för rutinerade förare, men riskabel i svåra förhållanden när föraren inte var van att hantera bilen. Problemen fanns även i tidigare BMW-modeller (särskilt 02-serien) men blev mest uppmärksammade i samband med 3-serien, som även vände sig till en bredare kundkrets. En enkel åtgärd var att utväxlingen för styrningen gjordes lite lägre, så att bilen inte reagerade lika tvärt på rattutslagen. 

## Motor
| Modell | Årsmodell | Motor                    | Cylindervolym | Effekt | Bränslesystem      | Anmärkning   |
| ------ | --------- | ------------------------ | ------------- | ------ | ------------------ | ------------ |
| 316    | 1976–1983 | M10: 4-cyl radmotor SOHC | 1573 cm³      | 90 hk  | Enkel förgasare    |              |
| 318    | 1976–1980 | M10: 4-cyl radmotor SOHC | 1766 cm³      | 98 hk  | Enkel förgasare    |              |
| 320    | 1976–1979 | M10: 4-cyl radmotor SOHC | 1990 cm³      | 109 hk | Enkel förgasare    |              |
| 320i   | 1976–1977 | M10: 4-cyl radmotor SOHC | 1990 cm³      | 125 hk | Bränsleinsprutning |              |
| 315    | 1978–1983 | M10: 4-cyl radmotor SOHC | 1573 cm³      | 75 hk  | Enkel förgasare    |              |
| 320/6  | 1978–1983 | M20: 6-cyl radmotor SOHC | 1990 cm³      | 122 hk | Enkel förgasare    |              |
| 323i   | 1978–1983 | M20: 6-cyl radmotor SOHC | 2316 cm³      | 143 hk | Bränsleinsprutning |              |
| 320i   | 1980–1983 | M10: 4-cyl radmotor SOHC | 1766 cm³      | 102 hk | Bränsleinsprutning | Exportmodell |
| 318i   | 1981–1983 | M10: 4-cyl radmotor SOHC | 1766 cm³      | 105 hk | Bränsleinsprutning | *1           |

- 1 I Sverige var 320i bestyckad med samma motor som 318i ovan (se stycke BMW E21 ovan). Skillnaden i stort var dubbla lysen fram (som 320/323i), mot normalt enkla.

## Prestanda
BMW 316 90hk/DIN. Acc 0–100 Km/h 13,8 sek. Toppfart 160 km/h.
BMW 318 98hk/DIN. Acc 0–100 km/h 11,9. sek Toppfart 165 km/h.
BMW 318i 105hk/DIN. Acc 0–100 km/h 11,5 sek. Toppfart 171 km/h.
BMW 320 109hk/DIN. Acc 0–100 km/h 11,2 sek. Toppfart 170 km/h.
BMW 320i 125hk/DIN. Acc 0–100 km/h 9,9 sek. Toppfart 182 km/h.
BMW 323i 143hk/DIN. Acc 0–100 km/h 9,5 sek. Toppfart 190 km/h.
Källa: BMW AG.

## Bilder

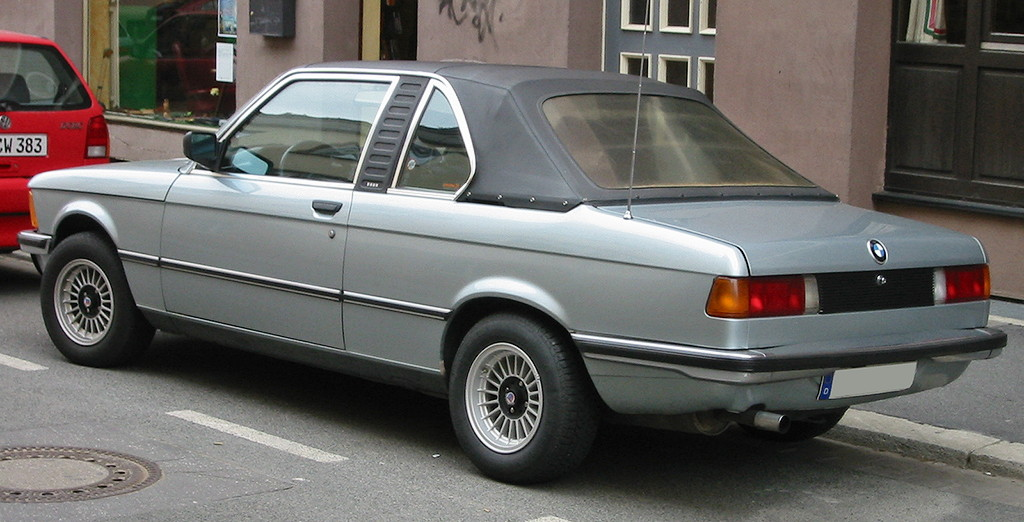
Baur TopCabriolet.